# トヨタ・MCプラットフォーム
トヨタ・MCプラットフォームとは、レクサスブランドを含むトヨタ自動車のCセグメントFF車用のプラットフォームの名称である。MCはミディアム・コンパクトの略。サスペンションは、フロント：マクファーソンストラット、リア：トーションビームまたはダブルウィッシュボーン。このプラットフォームから、FF用の大部分はリアがトーションビームに、HS250hを含むFF用のごく一部、および全ての4WD用はリアがダブルウィッシュボーンにそれぞれ変更されている。後継はW50型プリウスに先行採用された「TNGA」コンセプトの一環として開発されたGA-Cプラットフォームとなる。ただしアルファードやハリアーなどではGA-Kプラットフォームが採用されている。

## 搭載車種

### MCプラットフォーム
- 型式名がxxE○○○の車種
  - E120型カローラセダン（北米以外の日本国外向けを含む）
  - E140型カローラアクシオ
  - E120G型・E140G型カローラフィールダー
  - オセアニア向けE140G型カローラワゴン
  - E130型カローラセダン（北米専売）- ワイド版を採用する。
  - E140型カローラセダン（北米および東南アジア向け「カローラアルティス」）- ワイド版を採用する。
  - E120N型カローラスパシオ
  - 2代目カローラヴァーソ（欧州専売）- ワイド版を採用する。
  - カローラランクス/アレックス
  - WiLL VS - ワイド版を採用する。
  - ヴォルツ - ワイド版を採用する。
  - ポンティアック・ヴァイブ - ワイド版を採用する。
  - E130型/E150型トヨタ・マトリックス（北米専売）- ワイド版を採用する。

- 型式名がxxT○○○の車種
  - T230型セリカ - ワイド版を採用する。
  - プレミオ/アリオン
  - T240W型カルディナ - ワイド版を採用する。
  - T250型アベンシスセダン - ワイド版を採用する。
  - T250W型アベンシスワゴン - ワイド版を採用する。

- NHW10型/NHW20型プリウス - NHW20型はワイド版を採用する。
- ANT10型サイオン・tC（北米専売）- ワイド版を採用する。
- XA20W型RAV4 - ワイド版を採用する。
- V50型ビスタセダン
  - V50G型ビスタアルデオ
- オーパ
- ウィッシュ
- アイシス
- XP80型・XP170型シエンタ（後方部分のみ[2]）
- 2代目イプサム/アベンシスヴァーソ/ピクニック/スポーツバン - ワイド版を採用する。
- R60G型・R70G/W/R型ノア
- R60G型・R70G/W型ヴォクシー

### 新MCプラットフォーム
- 型式名がxxE○○○の車種
  - E150型カローラセダン（欧州・中国・韓国向け）
  - E170型カローラセダン（中華圏特別行政区(香港・マカオ)を除く全ての国外向け[3]）
  - サイオン・xB
    - カローラルミオン
    - ルークス

  - E150H/180H型オーリス
    - E180H型サイオン・iM → カローラiM

  - ブレイド
- XA30W型RAV4
  - ヴァンガード
- ZVW30型プリウス（次期型はGA-Cプラットフォーム）
- プリウスα
  - ダイハツ・メビウス
- マークXジオ
- 初代・2代目ヴェルファイア（次期型はGA-Kプラットフォーム）
- 2代目・3代目アルファード（次期型はGA-Kプラットフォーム）
- LM（日本国外専売）（次期型はGA-Kプラットフォーム）
- 3代目エスティマ
- T270型アベンシス
- ヴァーソ（欧州専売）
- AGT20型サイオン・tC(米国)/トヨタ・ゼラス(中国・中東)
- SAI
- HS250h
- CT200h
- ハリアー（3代目、XU6#型）（次期型はGA-Kプラットフォーム）
- NX（次期型はGA-Kプラットフォーム）
- RAV4（4代目）（次期型はGA-Kプラットフォーム）
- JPD10型MIRAI（次期型はGA-Lプラットフォーム）
- R80G/W型ノア（次期型はGA-Cプラットフォーム）
- R80G/W型ヴォクシー（次期型はGA-Cプラットフォーム）
- エスクァイア